# Неа Экклесиа

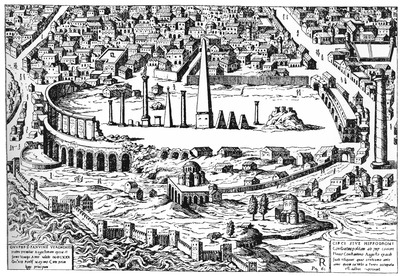
Развалины ипподрома и Большого дворца. На переднем плане — Неа-Экклесиа. Гравюра. 1450 года

Не́а Экклеси́а или Но́вая Це́рковь (греч. Νέα Ἐκκλησία — Новая Церковь) — церковь, построенная византийским императором Василием I Македонянином в конце IX века. Это первая монументальная церковь, воздвигнутая в столице Византийской империи после собора Святой Софии VI века. С неё начинается средний период византийской архитектуры. Церковь посвящена Иисусу Христу и, как предполагается, освящена патриархом Фотием 1 мая 880 года, она находилась на юго-востоке от Хрисотриклиния, на месте более раннего Циканистириона (греч. τζυκανιστήριον). Неа Экклесию использовали как храмовое здание до конца правления династии Палеологов. После падения Константинополя в 1453 году и вхождения его в Османскую империю Неа Экклесиа стала использоваться турками как склад для хранения пороха. В 1490 году молния попала в здание, и оно было уничтожено.

## История
Император Василий I был основателем Македонской династии, одним из самых успешных в истории Византии. Василий считал себя реставратором империи, новым Юстинианом, и начал обширную строительную программу в Константинополе в подражание своему великому предшественнику. Неа Экклесиа должна была стать, по замыслу императора Василия, аналогом Собора Святой Софии, а само её название — «Новая церковь» — подразумевает начало новой эры. Церковь была построена под личным контролем императора Василия. Обычно считается, что освятил храм патриарх Фотий в день 1 мая 880 года. Иногда указывается дата 1 мая 881 года.
Василий в Константинополе, помимо Неа Экклесиа, построил ещё Храм Богородицы Фароса (греч. τοῦ Φάρου — при маяке). Историки Р. Дженкинс и К. Манго не были согласны с традиционной интерпретацией и считали, что Фотий освятил не Неа-Экклесиа в 880 году, а именно храм Богородицы Фароса (между 12 апреля и 31 декабря 864 года).
В XIII веке во время правления латинян эта церковь была одной из «дворцовых капелл» — Сен-Мишель-де-Буколеон; в эпоху Палеологов оставалась одной из немногих построек центрального комплекса Большого дворца, которая использовалась до османского завоевания. В 1436 году в храме был проведен церковный собор под председательством императора Иоанна VIII Палеолога.

## Описание
Неа Экклесиа имела пять куполов; вероятно, центральный был посвящён Христу, а ещё четыре по углам — Богородице, архангелу Михаилу (или Гавриилу), пророку Илии и святителю Николаю Чудотворцу; также при алтаре было четыре небольших придела.

## Значение храма

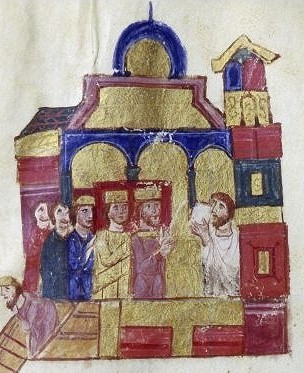
Венчание Константина и Зои (миниатюра хроники Иоанна Скилицы, XII век)

Храм в X—XI веках был местом некоторых наиболее важных и торжественных событий придворной жизни. Патриарх Николай Мистик в 907 году не дал императору Льву VI Мудрому войти в этот собор, что было воспринято как отлучение императора, вступившего в четвёртый брак. В 963 г. здесь состоялось венчание императора Никифора II Фоки и августы Феофано, в 1042 году венчались порфирородная Зоя и Константин IX Мономах. В XII веке на некоторое время при церкви был образован монастырь. В конце XII века при императоре Исааке II Ангеле часть украшений Неа Экклесиа была использована для новых построек и интерьеров.
Считается, что Неа Экклесиа послужила исходным прототипом для создателей Софии и некоторых других киевских храмов, построенных при Ярославе Мудром. Однако Киевская Святая София значительно сложнее по своей архитектуре, чем её прототип.

## Реликвии
В церкви хранились следующие реликвии: Крест царя Константина, Иерихонская труба Иисуса Навина (считалось, что в неё будет трубить ангел при конце света), пастушеский рог праведного Авраама, жезл Моисея, рог царя Самуила, из которого он помазал пророка Давида; в алтарной преграде были помещены часть плаща и пояс пророка Илии и богато украшенный щит Константина. В отдельной часовне находились стол, за которым сидел Авраам с явившимися ему тремя ангелами, а также крест, воздвигнутый Ноем после потопа; в нартексе была помещена мраморная колонна, с которой вышел из моря мученик Исидор Хиосский. Большинство реликвий утрачены после Четвёртого Крестового похода в 1204 году, когда Неа Экклесиа была разграблена крестоносцами.